# 京都大学経営管理大学院
京都大学経営管理大学院（きょうとだいがくけいえいかんりだいがくいん、英称：Graduate School of Management, Kyoto University）は、京都大学大学院に設置されている経営大学院（ビジネススクール）である。
現在の院長は澤邉紀生。
組織は経営管理教育部（けいえいかんりきょういくぶ）で、経営管理専攻（けいえいかんりせんこう、Department of Business Administration）の1専攻が設けられている。

## 教員

### 経営管理講座
- Asli M. Colpan（アスリ チョルパン）
- 砂川 伸幸
- 市川 温

- 澤邉 紀生

- 関口 倫紀
- 肥後 陽介
- 松井 啓之
- 山田 忠史
- 若林 直樹
- 山本 貴士
- 山内 裕
- 山田 仁一郎
- William Baber (ウィリアム ベイバー)
- Spring H. Han
- 安達 貴教
- 大庭 哲治
- 山田 和郎
- LIU Ting
- 天野 良明
- Yang, Michelle I-Chieh
- 石原 克治
- 幸田 博人
- 竹中 毅
- 此本 臣吾
- 吉田 悠記子
- 門傳 藍香

### 経営研究センター
- 安富 稔晃
- Daniel Hjorth
- Robin Holt
- 岩尾 聡士
- 大津 宏康
- 堀口 宗尚

### 寄附講座

#### みずほ証券寄附講座
- 徳賀 芳弘
- 御立 尚資
- 柴崎 健
- 香月 康伸
- 大越 覚史

#### 官民協働まちづくり実践寄附講座
- 吉田 恭
- 御手洗 潤
- 鎌田 秀一
- 齋藤 良太

#### 港湾物流高度化寄附講座
- 赤倉 康寛
- 小野 憲司
- 宮島 正悟
- 飯田 純也
- 坂田 憲治
- 渡部 富博
- 加藤 晃

#### 管理会計（日本経営会計専門家協会）寄附講座
- 永井 秀哉
- 太田 一郎

- 南雲 岳彦
- 西脇 敬久
- 飯塚 隼光

#### 哲学的企業家研究寄附講座
- 柳 淳也
- アニス・ウッザマン
- 平野 洋一郎
- 山本 光世
- 吉田 満梨
- 上野 敏寛

#### プルータス・コンサルティング寄附講座
- 野口 真人
- 山田 昌史

#### 国際メガ・インフラマネジメント政策寄附講座
- 青木 一也
- 藤木 修
- 濵津 陽一

#### インテグレイティド・ホスピタリティ（グリーンハウス）寄附講座
- 田沼 千秋
- 原 良憲
- 菊地 唯夫
- 高林 浩司

#### プライベート・エクイティ（ポラリス・キャピタル・グループ）寄附講座
- 木村 雄治
- 上田 亮子

#### アート・コミュニケーションデザインと組織経営寄附講座
- 蓮行
- 特定助教
- 末長 英里子

#### ブレインヘルスケア・ビジネスエコシステム寄附講座
- 國分 圭介
- 岡本 摩耶
- 大塚 泰子
- 山川 義徳

#### グリーン・アントレプレナーシップ研究寄附講座
- 千本 倖生
- Alexandra Elena Carst
- 軽部 大
- 木村 麻子

#### レジリエンス経営科学研究寄附講座
- 浜崎 洋介
- 鎌田 浩毅
- 本田 悦朗
- 白水 靖郎
- 辻田 真佐憲
- 宮川 愛由

#### スタートアップM＆A 寄附講座
- 松本 茂
- 朝岡 大輔

#### 日本M&Aセンターホールディングス寄附講座
- 三宅 卓
- 熊谷 秀幸
- 加藤 政仁

#### CHA - Creativity in Humanities and Aesthetics 寄附講座
- 日野 洋一
- 木村 宗慎
- Samuel Mortimer

#### 新会計人養成寄附講座
- 本郷 孔洋
- 桑木 小恵子
- 藤野 雅史

#### プロジェクトマネジメント評価（近畿地域づくりセンター）寄附講座
- 西尾 彰宣
- 板倉 信一郎
- 江尻 良

#### UACJ寄附講座
- 川島 輝夫
- 斎藤 和敬
- 門澤 慎

#### ユナイテッド・マネージャーズ・ジャパン寄附講座
- 小柴 正浩
- 加藤 康之
- 南 正太郎

#### キュレーション理論・実践とマネジメント寄附講座
- 長谷川 祐子
- 蔵屋 美香
- 小幡 真也

### 寄附講義

#### パブリック・リレーションズ寄附講義
- 井之上 喬

#### ソシエテ・ジェネラル証券寄附講義
- 島本 幸治
- ブルーノ ゴソーグ

#### EY Japan寄附講義
- 鵜澤 慎一郎

### エグゼクティブ教育

#### 京都クリエイティブ・アッサンブラージュ
- 佐藤 那央
- 佐藤 可士和

#### 女性エグゼクティブ・リーダーシップ育成プログラム
- 我喜屋 まり子
- キャシー 松井
- 村井 暁子

### 産学共同講座

#### アジアビジネス・リーダー人材産学共同講座
- 小林 潔司
- 通山 絵美
- 木村 東一
- 中山 寿美枝
- 松浦 恭也
- 森 健夫

#### 情報学ビジネス実践講座
- 藤田 哲雄
- 若林 靖永
- 西口健二
- 前川 佳一
- 齊木 大
- 村野 剛太

#### インフラ物性産学共同講座
- 瀬尾 彰
- 西田 純二

### 客員講座

#### 都市・地域マネジメント客員講座
- 稲田 雅裕
- 上原 修二

- 鹿子木 靖
- 福田 敬大

#### 国土マネジメント客員講座
- 廣瀬 昌由
- 山本 巧
- 藤巻 浩之
- 関 克己

#### プロジェクトファイナンス客員講座
- 関根 宏樹
- 東田 陽平
- 平本 英紀

### 特命教員
- 大本 俊彦
- 式部 透
- 星 文雄
- 五道 仁実
- 池坊 専好
- 黒田 東彦
- 佐山 展生
- Christopher Spence Chapman